# Marie-Josée Croze
Marie-Josée Croze (Montreal, 23 februari 1970) is een Frans-Canadese actrice.
Haar eerste grote rol vertolkte ze in het drama Maelström (2000) van haar landgenoot Denis Villeneuve. Deze rol luidde een internationale doorbraak in en leverde Croze enkele prijzen voor beste actrice op, waaronder een Jutra en een Genie.
In 2001 speelde ze mee in Ararat van de Canadese regisseur Atom Egoyan, een drama over de Armeense Genocide.
In 2003 zette ze de rol van Nathalie neer in de Oscar winnende tragikomedie Les Invasions barbares van de Canadese cineast Denys Arcand. Voor deze rol mocht ze de prijs voor beste actrice op het Filmfestival van Cannes in ontvangst nemen.
In 2021 speelde ze de rol van Isabelle in het drama The Forgiven, dat zich afspeelt in het Atlasgebergte in Marokko.
Marie-Josée Croze maakt haar opwachting in zowel Canadese (Québécoise en Engelstalige), als Franse (La Petite Chartreuse, Ne le dis à personne, Le scaphandre et le papillon) als grootschalige Amerikaanse producties (Munich).
- Bibsys: 5028380
- Biblioteca Nacional de España: XX1697107
- Bibliothèque nationale de France: cb14643891n (data)
- Gemeinsame Normdatei: 136785808
- International Standard Name Identifier: 0000 0001 1468 427X
- Library of Congress Control Number: no2004050108
- Nationale Bibliotheek van Tsjechië: xx0150801
- Nationale Bibliotheek van Israël: 987007442049005171
- Système universitaire de documentation: 079923739
- Virtual International Authority File: 17482304
- WorldCat: E39PBJj4tqPf4vj7BG98ygkqwC